# به صلح یک شانس بده
به صلح یک شانس بده (به انگلیسی: Give Peace a Chance) آهنگی است که توسط جان لنون نوشته شده‌است که در ابتدا تحت لنون/مک‌کارتنی، ترانه‌ای است که در سال ۱۹۶۹ در آلبوم جان لنون/پلاستیک اونو باند که توسط اپل ۱۳ در بریتانیا و اپل ۱۸۰۹ در ایالات متحده منتشر شد. این اولین ترانه‌ای است که توسط جان لنون به طور انفرادی خوانده شده‌است. این آهنگ سرود آمریکایی‌ها علیه جنگ ویتنام در دهه ۱۹۷۰ بود. این ترانه در رده چهاردهم ۱۰۰ اثر برتر بیلبورد و دومین در جدول آهنگ‌های بریتانیا است.

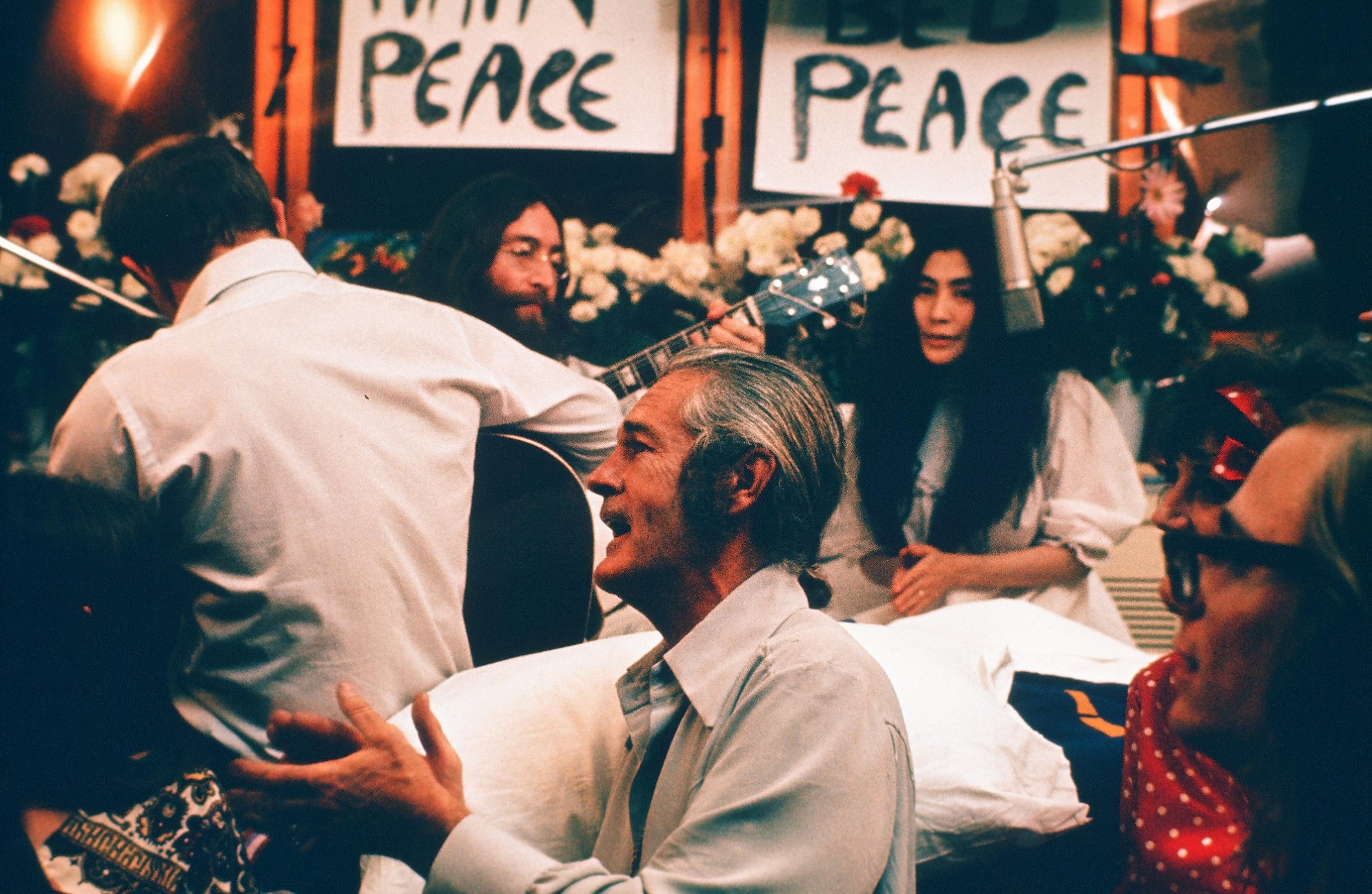
ضبط آهنگ به صلح یک شانس بده. جان لنون و یوکو اونو